# Joaquim Biosca
Joaquim Aleix Salvador Biosca i Vila (Barcelona, 10 de febrero de 1881-28 de septiembre de 1932) fue un pintor y dibujante español, miembro del grupo Els Negres, englobado en el llamado posmodernismo catalán. 
Los miembros de Els Negres («los negros»), influidos por la obra de Isidro Nonell, defendían un arte anticonvencional, con una temática urbana y preponderancia de tonos oscuros, sobre todo el negro carbón, estilo en el que destacaron tanto en pintura como en dibujo. En 1903 realizaron una exposición en Els Quatre Gats. Entre sus miembros destacaron Manuel Ainaud y Joaquim Biosca.
La obra de Biosca se centró en temas marginales y —como Nonell— de gitanas. Se estableció por un tiempo en París, donde cosechó un gran éxito y fue amigo de Picasso y Marinetti.